# Médaille Kiitos kirjasta
La médaille Kiitos kirjasta (en finnois : Kiitos kirjasta -mitali, en suédois : Tack för boken-medaljen, en français : Médaille Merci pour le livre) est un prix littéraire finlandais décerné depuis 1966 par Kirjakauppaliitto, Libro et Suomen Kirjastoseura. Le prix récompense un auteur finlandais pour une œuvre remarquable de l'année.

## Lauréats
| Année | Lauréat                          | Livre                                   |
| ----- | -------------------------------- | --------------------------------------- |
| 1966  | Gunnar Mattsson Jaakko Syrjä     | Prinsessa Nuori metsästäjä              |
| 1967  | Marianne Alopaeus                | Pimeyden ydin                           |
| 1968  | Anu Kaipainen Marja-Liisa Vartio | Arkkienkeli Oulussa Hänen olivat linnut |
| 1969  | Eila Pennanen                    | Tilapää                                 |
| 1970  | Kalle Päätalo                    | Mustan lumen talvi                      |
| 1971  | Lassi Sinkkonen                  | Solveigin laulu                         |
| 1972  | Christer Kihlman                 | Ihminen joka järkkyi                    |
| 1973  | Eeva-Liisa Manner                | Varokaa, voittajat                      |
| 1974  | Heikki Turunen                   | Simpauttaja                             |
| 1975  | Eeva Joenpelto                   | Vetää kaikista ovista                   |
| 1976  | Christer Kihlman                 | Kallis prinssi                          |
| 1977  | Elina Karjalainen                | Ihmisen ääni                            |
| 1978  | Matti Pulkkinen                  | Ja pesäpuu itki                         |
| 1979  | Märta Tikkanen                   | Vuosisadan rakkaustarina                |
| 1980  | Eeva Tikka                       | Hiljainen kesä                          |
| 1981  | Orvokki Autio                    | Viistotaival                            |
| 1982  | Saara Finni                      | Suruvaippa                              |
| 1983  | Antti Tuuri                      | Pohjanmaa                               |
| 1984  | Eila Kostamo                     | Vaiteliaat vuodet                       |
| 1985  | Anna-Leena Härkönen              | Häräntappoase                           |
| 1986  | Leena Krohn                      | Tainaron                                |
| 1987  | Antti Hyry                       | Kertomus                                |
| 1988  | Bo Carpelan                      | Axel                                    |
| 1989  | Timo Pusa                        | Tatuoitu sydän                          |
| 1990  | Ulla-Lena Lundberg               | Leo                                     |
| 1991  | Benedict Zilliacus               | Båten i vassen                          |
| 1992  | Leena Lander                     | Tummien perhosten koti                  |
| 1993  | Lars Sund                        | Colorado Avenue                         |
| 1994  | Anja Snellman                    | Ihon aika                               |
| 1995  | Monika Fagerholm                 | Ihanat naiset rannalla                  |
| 1996  | Sisko Istanmäki                  | Liian paksu perhoseksi                  |
| 1997  | Kjell Westö                      | Leijat Helsingin yllä                   |
| 1998  | Kari Hotakainen                  | Klassikko                               |
| 1999  | prix non décerné                 |                                         |
| 2000  | prix non décerné                 |                                         |
| 2001  | Pirjo Hassinen                   | Mansikoita marraskuussa                 |
| 2002  | Eeva Kilpi                       | Rajattomuuden aika                      |
| 2003  | Ranya Paasonen                   | Auringon asema                          |
| 2004  | Rakel Liehu                      | Helene                                  |
| 2005  | Hannu Väisänen                   | Vanikan palat                           |
| 2006  | Risto Isomäki                    | Sarasvatin hiekkaa                      |
| 2007  | Reko Lundán et Tina Lundán       | Viikkoja, kuukausia                     |
| 2008  | Sirpa Kähkönen                   | Lakanasiivet                            |
| 2009  | Arne Nevanlinna                  | Marie                                   |
| 2010  | Kristina Carlson                 | Herra Darwinin puutarhuri               |
| 2011  | Tuomas Kyrö                      | Mielensäpahoittaja                      |
| 2012  | Katja Kettu                      | Kätilö (La Sage-femme)                  |
| 2013  | Aki Ollikainen                   | Nälkävuosi                              |
| 2014  | Pauliina Rauhala                 | Taivaslaulu                             |